# Patrick (futebolista)
Patrick Bezerra do Nascimento, mais conhecido apenas como Patrick (Rio de Janeiro, 29 de julho de 1992), é um futebolista brasileiro que atua como meio-campista ou atacante. Joga pelo Athletico Paranaense emprestado pelo Santos.

## Carreira

### Operário-PR
Revelado no Operário-PR, fez bons jogos e despertou interesse do empresário luso-francês Matias Pires, que representava o Saint-Étienne, da França, e veio até Ponta Grossa para avaliar o potencial do jovem meio-campista.

### Marcílio Dias
Em 2013, atuando pelo Marcílio Dias, fez uma excelente partida contra o Concórdia, marcando um gol aos 40 minutos da etapa final. O clube de Santa Catarina venceu por 3–1.

### Caxias
Com rápida passagem pelo Caxias-RS em 2013, Patrick acumulou experiência defendendo o clube na reta final da Série C de 2013.

### Comercial-SP
Do clube grená, disputou o Campeonato Paulista pelo Comercial-SP. Patrick foi anunciado em dezembro de 2013 como novo reforço do Comercial para a disputa do Campeonato Paulista de 2014.

### Gaziantepspor
Em agosto de 2014 foi anunciado pelo Gaziantepspor, da Turquia, assinando por quatro temporadas. Foi a primeira experiência do atleta em um clube estrangeiro.

### Retorno ao Caxias
Após a passagem pelo Gaziantepspor, Patrick retornou ao Caxias para a temporada 2015.
| “ | Quando a gente volta para um lugar a expectativa tem que ser melhor do que era antes. Espero conseguir grandes coisas aqui no clube, ajudar a conquistar os objetivos - disse Patrick em sua apresentação. | ” |

### Goiás
No segundo semestre de 2015, foi anunciado como novo reforço do Goiás. Considerado um jogador polivalente, Patrick atuou no Esmeraldino nas funções de lateral-esquerdo, volante e meia ofensivo. Renovou seu contrato com o clube goiano no dia 31 de maio de 2017.

### Sport
Em junho de 2017, foi anunciado pelo Sport como o primeiro reforço da era Vanderlei Luxemburgo para a disputa da Série A e da Copa Sul-Americana. O jogador chegou sem custos ao clube pernambucano. Marcou seu primeiro gol pela equipe no dia 20 de julho, na goleada por 4–0 sobre o Atlético Goianiense.
Após excelente passagem pelo Leão da Ilha, a diretoria rubro-negra e os agentes que gerenciam a carreira do atleta não chegaram a um acordo para renovação do contrato, e assim o jogador se despediu do Sport.
| “ | Quero agradecer ao Sport Recife e todos envolvidos por esses seis meses de trabalho, tenho a consciência tranquila de que dei meu melhor, dei a vida por essa camisa, tão pouco tempo e já sentia parte de mim. Quero agradecer a torcida que até nos momentos ruins sempre reconheceu meu empenho, sou muito grato a todos com quem trabalhei e ficarei na torcida sempre, escreveu. | ” |

### Internacional
Foi anunciado como reforço do Internacional no dia 29 de dezembro de 2017. O meio-campista assinou por dois anos com o clube gaúcho. Durante a sua apresentação, Patrick falou sobre sua polivalência de poder atuar em mais de uma função em campo.
| “ | Ele (Odair Hellmann) sabe das funções que eu faço. Eu não vou escolher e preferir jogar num setor. Eu acho que aonde ele colocar, respeitando os meus companheiros, eu vou estar dando o meu melhor para poder ajudar o Inter. Sou um jogador de qualidade. Não é à toa que estou vestindo a camisa do Inter. Sou canhoto, falo o lado esquerdo. Será uma disputa sadia sempre visando o melhor para o clube e eu também não jogo como volante, faço outras funções. Isso também pode ajudar, observou Patrick. | ” |

Teve grande atuação no dia 13 de outubro de 2021, na vitória por 3–1 sobre o América Mineiro pelo Brasileirão. O meia marcou dois gols, um de voleio e outro de cabeça.

### São Paulo
Em 8 de janeiro de 2022, o São Paulo anunciou sua contratação por duas temporadas.
| “ | Feliz e motivado demais pelo novo ciclo, feliz em poder jogar no maior clube do Brasil, que sejamos felizes e vitoriosos juntos! Estou muito feliz e motivado para vestir essa camisa, que é para poucos. Chegar ao São Paulo é a realização de um sonho, e estou preparado para este novo ciclo na minha carreira | ” |

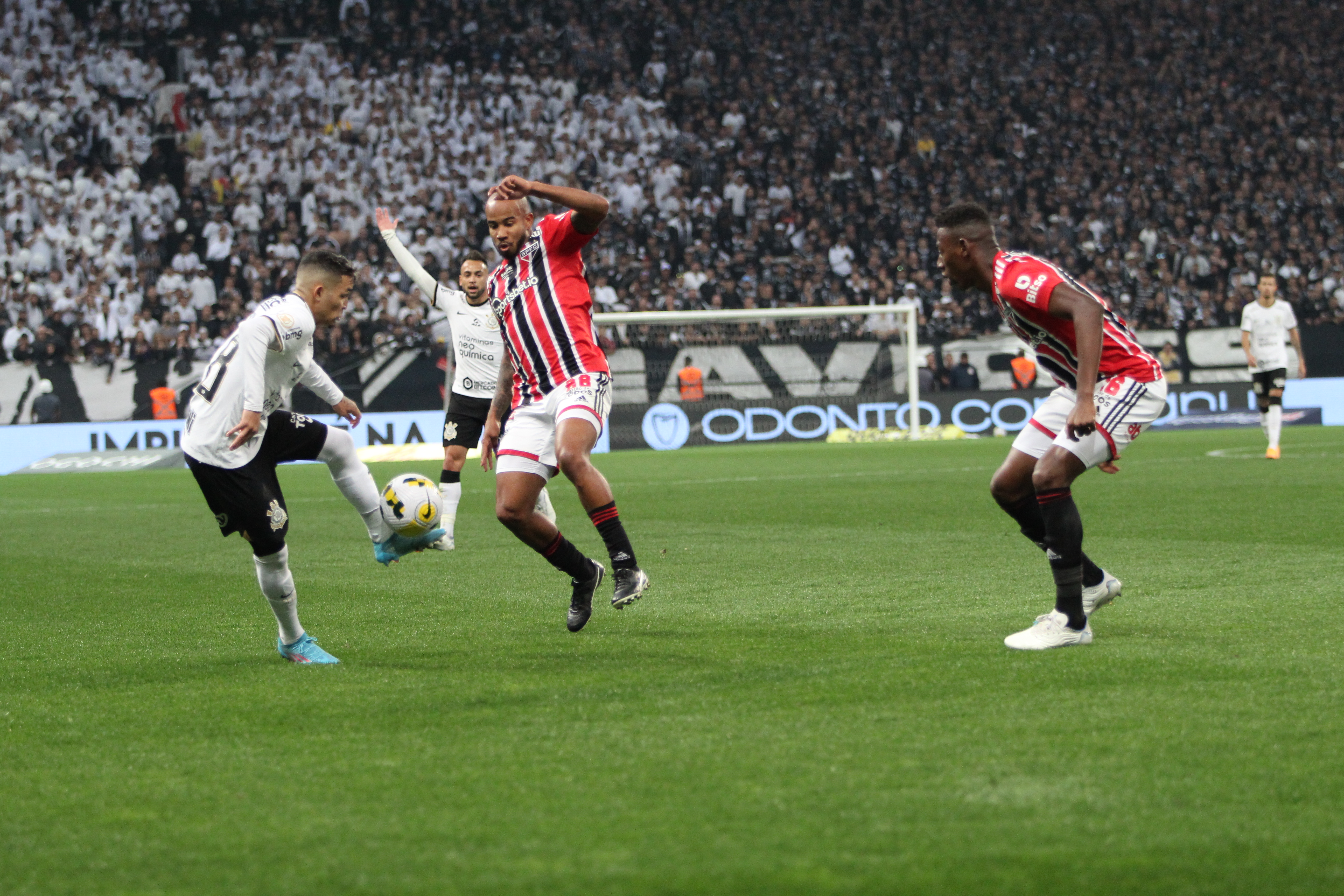
Patrick em clássico contra o Corinthians.

Em 9 de janeiro os atletas do São Paulo se reapresentaram no CT da Barra Funda para a realização de testes para a COVID-19, e Patrick infelizmente acabou sendo um dos jogadores que positivaram para o vírus. Após voltar do período de isolamento, Patrick foi apresentado pelo São Paulo em uma coletiva virtual no CT da Barra Funda, pegando a camisa de número 88.
Em 27 de janeiro fez sua estreia pelo clube, na derrota por 2–1 contra o Guarani. Patrick porém deu uma assistência para o gol de Calleri, único do São Paulo na partida.
Em 19 de maio, Patrick marcou seu primeiro gol pelo São Paulo na vitória por 3–0 contra o Jorge Wilstermann, pela fase de grupos da Copa Sul-americana. No gol, após Rodrigo Nestor invadir a área e cruzar, Eder dá um corta-luz brilhante e deixa para Patrick finalizar de direita no canto do goleiro. Em 12 de junho, Patrick entrou ainda no primeiro tempo no lugar do lesionado Luan e 5 minutos depois marcou o gol da vitória por 1–0 sobre o América-MG, no Morumbi. No gol, recebeu o cruzamento de Igor Vinicius na segunda trave e cabeceou para garantir a vitória.
Em 23 de junho, marcou de peito o gol que ia dando a vitória do São Paulo no clássico contra o Palmeiras, pelo Brasileirão, após a cobrança de escanteio. Porém, no fim do jogo, o rival alviverde acabou virando o placar para 2–1. Entretanto, 3 dias depois, na partida de ida das oitavas da Copa do Brasil, marcou o gol da vitória Tricolor por 1–0 sobre o mesmo Palmeiras, no mesmo Morumbi. No gol, após um bate rebate e o desvio do rival Danilo, Patrick invadiu a área e chapou cruzado no ângulo de Weverton.
Se tornou um dos principais jogadores da equipe, sendo titular na maioria dos jogos seguintes. Em 30 de junho, mesmo começando como reserva, criou a jogada do 4º gol Tricolor sobre o Universidad Católica, na vitória por 4–2 na partida de ida das oitavas da Copa Sul-americana. Na jogada, Patrick dá a vida para recuperar a bola quase na linha de fundo, dá uma caneta de calcanhar no marcador e cruza para Igor Gomes ajeitar de letra para Calleri fazer o gol.
Em 7 de julho, foi eleito o melhor em campo na vitória por 4–1 sobre a mesma Católica, dessa vez pela partida de volta das oitavas de final ao conceder duas assistências na partida. Na primeira, após Welington brigar pela bola na lateral esquerda, Patrick e recebeu e cruzou na entrada da área para Luciano, que chegou chutando e marcando o primeiro gol. Na segunda, que foi responsável pelo segundo gol, ganhou uma bola na esquerda e cruzou na segunda trave para Moreira marcar o gol. Além dos passes para gol, protagonizou muitos lances plásticos e habilidosos na partida.

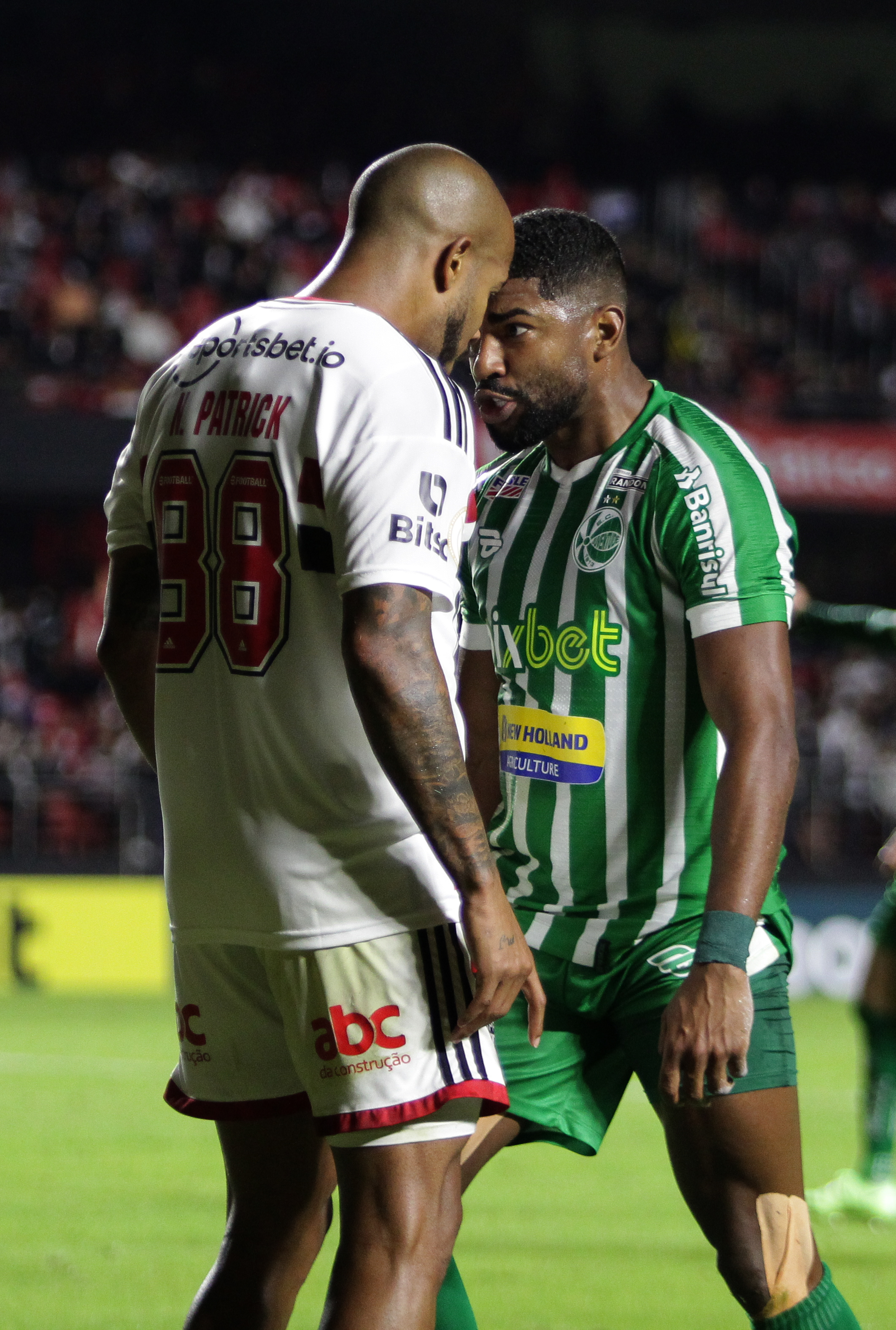
Patrick contra o Juventude em 2022.

Em 17 de julho, Patrick marcou o segundo gol do São Paulo no empate por 2–2 contra o Fluminense, pelo Brasileirão. Minutos após o Tricolor empatar em 1–1 com gol de Luciano, após o mesmo que marcou o primeiro gol enfiar a bola com o bico da chuteira, Talles Costa sai sozinho pela ponta direita e cruza na segunda trave para Patrick, de carrinho, marcar o gol da até ali virada do São Paulo.
Em 23 de julho, marcou o terceiro gol do São Paulo no empate por 3–3 contra o Goiás. Com o jogo em 2–2, após o escanteio de Welington, Patrick subiu mais alto que os marcadores adversários e testou no canto do goleiro Tadeu. Porém acabou saindo lesionado com muitas dores no meio do segundo tempo.
Em 10 de agosto, na partida de volta das quartas da Sul-americana, Patrick entrou em campo faltando 30 segundos para o fim do jogo, visto que com o resultado de 2–1 para o adversário Ceará a decisão iria para as penalidades (o placar agregado ficaria em 2–2). Com isso, o Pantera Negra bateu o 6º e último pênalti do São Paulo, classificando o Tricolor para as semifinais.
Em 8 de setembro, na partida de volta das semis da Sul-americana onde o São Paulo precisaria reverter um placar de 3–1 contra o Atlético Goianiense, Patrick fez sua melhor atuação com a camisa Tricolor e fez os 2 gols da vitória por 2–0 no Morumbi. Após empatar o placar agregado, o clube venceu os goianienses nos pênaltis e foi a final da competição. No primeiro gol, aos 3 minutos, empurrou com o gol aberto após o rebote do goleiro Renan. Já no segundo, após um cruzamento de Alisson, se antecipou e de sola colocou a bola no ângulo, um pouco antes da pequena área.
Em 25 de setembro, Patrick se destacou e fez de voleio o terceiro gol do São Paulo na goleada por 4x0 sobre o Avaí, pelo Brasileirão. No gol, Reinaldo cobra o escanteio na primeira trave porém a bola passa para a outra ponta da área, onde Patrick domina no peita e manda de voleio no canto de Gledson. Uma coisa curiosa do gol é que ao mesmo tempo que o camisa 88 executou o movimento, Calleri também foi chutar a bola, fazendo no ângulo da câmera parecer que ambos chutaram juntos. O caso foi muito repercutido pela semelhança aos chutes-duplos dos animes Capitão Tsubasa/Supercampeões e Super Onze/Inazuma Eleven.

### Atlético Mineiro
Em 19 de janeiro de 2023, assinou por três temporadas com o Atlético Mineiro.Patrick fez sua estreia com a camisa do Galo em 21 de janeiro de 2023, onde o Atlético Mineiro venceu a Caldense por 2–1 com dois gols de Hulk, na primeira rodada do Campeonato Mineiro.
Terminou a temporada em baixa e não se firmou com técnico Felipão, que passou a dar cada vez menos minutos em campo a Patrick. Em 2023, ele terminou com 45 jogos, um gol e duas assistências.[carece de fontes?]
Patrick encerrou sua passagem pelo Galo onde no todo, ele disputou 48 partidas.

### Santos
Em 19 de abril de 2024, o Santos anunciou a contratação de Patrick por empréstimo até o final do ano, com obrigatoriedade de compra.
Patrick fez sua estreia na goleada sobre o Guarani por 4 a 1, na Vila Belmiro, pela terceira rodada da Série B do Campeonato Brasileiro, onde o camisa 88 entrou aos 17 minutos do segundo tempo no lugar de Otero e atuou como um ponta-direita nos minutos finais do duelo. Com o clube, seria campeão da Série B daquele ano.
Neste período teve uma passagem discreta pelo Santos, onde disputou apenas 11 partidas (dez na Série B de 2024 e uma no Campeonato Paulista de 2025).

#### Empréstimo ao Athletico Paranaense
Em fevereiro de 2025, foi emprestado ao Athletico Paranaense para disputa da Série B.

## Estatísticas
- Atualizado até 1 de março de 2023.

### Clubes
Abaixo estão listados todos os jogos, gols e assistências do futebolista por clubes.
| Clube                | Temporada         | Campeonato nacional | Campeonato nacional | Campeonato nacional | Copa nacional[a] | Copa nacional[a] | Copa nacional[a] | Competições continentais[b] | Competições continentais[b] | Competições continentais[b] | Outros torneios[c] | Outros torneios[c] | Outros torneios[c] | Total | Total | Total   |
| Clube                | Temporada         | Jogos               | Gols                | Assist.             | Jogos            | Gols             | Assist.          | Jogos                       | Gols                        | Assist.                     | Jogos              | Gols               | Assist.            | Jogos | Gols  | Assist. |
| -------------------- | ----------------- | ------------------- | ------------------- | ------------------- | ---------------- | ---------------- | ---------------- | --------------------------- | --------------------------- | --------------------------- | ------------------ | ------------------ | ------------------ | ----- | ----- | ------- |
| Operário Ferroviário | 2011              | 2                   | 0                   | 0                   | —                | —                | —                | —                           | —                           | —                           | —                  | —                  | —                  | 2     | 0     | 0       |
| Operário Ferroviário | 2012              | —                   | —                   | —                   | 1                | 0                | 0                | —                           | —                           | —                           | 16                 | 0                  | 0                  | 17    | 0     | 0       |
| Operário Ferroviário | 2013              | —                   | —                   | —                   | —                | —                | —                | —                           | —                           | —                           | 16                 | 1                  | 0                  | 16    | 1     | 0       |
| Operário Ferroviário | Total             | 2                   | 0                   | 0                   | 1                | 0                | 0                | —                           | —                           | —                           | 32                 | 1                  | 0                  | 35    | 1     | 0       |
| Marcílio Dias        | 2013              | 8                   | 0                   | 0                   | —                | —                | —                | —                           | —                           | —                           | —                  | —                  | —                  | 8     | 0     | 0       |
| Marcílio Dias        | Total             | 8                   | 0                   | 0                   | —                | —                | —                | —                           | —                           | —                           | —                  | —                  | —                  | 8     | 0     | 0       |
| Caxias               | 2013              | 3                   | 0                   | 0                   | —                | —                | —                | —                           | —                           | —                           | —                  | —                  | —                  | 3     | 0     | 0       |
| Caxias               | 2015              | 13                  | 1                   | 0                   | —                | —                | —                | —                           | —                           | —                           | —                  | —                  | —                  | 13    | 1     | 0       |
| Caxias               | Total             | 16                  | 1                   | 0                   | —                | —                | —                | —                           | —                           | —                           | —                  | —                  | —                  | 16    | 1     | 0       |
| Comercial            | 2014              | —                   | —                   | —                   | —                | —                | —                | —                           | —                           | —                           | 12                 | 1                  | 0                  | 12    | 1     | 0       |
| Comercial            | Total             | —                   | —                   | —                   | —                | —                | —                | —                           | —                           | —                           | 12                 | 1                  | 0                  | 12    | 1     | 0       |
| Goiás                | 2015              | 31                  | 0                   | 0                   | —                | —                | —                | 1                           | 0                           | 0                           | —                  | —                  | —                  | 32    | 0     | 0       |
| Goiás                | 2016              | 23                  | 1                   | 1                   | 2                | 0                | 0                | —                           | —                           | —                           | 17                 | 2                  | 0                  | 42    | 3     | 1       |
| Goiás                | 2017              | 3                   | 0                   | 0                   | 5                | 1                | 0                | —                           | —                           | —                           | 14                 | 1                  | 0                  | 22    | 2     | 0       |
| Goiás                | Total             | 57                  | 1                   | 1                   | 7                | 1                | 0                | 1                           | 0                           | 0                           | 31                 | 3                  | 0                  | 96    | 5     | 1       |
| Sport                | 2017              | 31                  | 3                   | 0                   | —                | —                | —                | 6                           | 0                           | 0                           | —                  | —                  | —                  | 37    | 3     | 0       |
| Sport                | Total             | 31                  | 3                   | 0                   | —                | —                | —                | 6                           | 0                           | 0                           | —                  | —                  | —                  | 37    | 3     | 0       |
| Internacional        | 2018              | 36                  | 5                   | 3                   | 6                | 2                | 0                | —                           | —                           | —                           | 9                  | 1                  | 0                  | 51    | 8     | 3       |
| Internacional        | 2019              | 24                  | 2                   | 1                   | 6                | 1                | 0                | 10                          | 1                           | 0                           | 8                  | 1                  | 2                  | 48    | 5     | 3       |
| Internacional        | 2020              | 33                  | 6                   | 4                   | 3                | 0                | 0                | 6                           | 0                           | 0                           | 10                 | 2                  | 1                  | 52    | 8     | 5       |
| Internacional        | 2021              | 34                  | 3                   | 4                   | 2                | 0                | 0                | 3                           | 1                           | 0                           | 9                  | 1                  | 1                  | 48    | 5     | 5       |
| Internacional        | Total             | 127                 | 16                  | 12                  | 17               | 1                | 0                | 19                          | 2                           | 0                           | 36                 | 5                  | 4                  | 199   | 26    | 16      |
| São Paulo            | 2022              | 31                  | 5                   | 4                   | 8                | 1                | 1                | 10                          | 3                           | 2                           | 6                  | 0                  | 1                  | 55    | 9     | 8       |
| São Paulo            | Total             | 31                  | 5                   | 4                   | 8                | 1                | 1                | 10                          | 3                           | 2                           | 6                  | 0                  | 1                  | 55    | 9     | 8       |
| Atlético Mineiro     | 2023              | 0                   | 0                   | 0                   | 0                | 0                | 0                | 2                           | 0                           | 0                           | 5                  | 1                  | 1                  | 7     | 1     | 1       |
| Atlético Mineiro     | Total             | 0                   | 0                   | 0                   | 0                | 0                | 0                | 2                           | 0                           | 0                           | 5                  | 1                  | 1                  | 7     | 1     | 1       |
| Total na carreira    | Total na carreira | 272                 | 26                  | 17                  | 33               | 3                | 1                | 38                          | 5                           | 2                           | 122                | 11                 | 6                  | 465   | 46    | 26      |

- a. ^ Jogos da Copa do Brasil
- b. ^ Jogos da Copa Libertadores e Copa Sul–Americana
- c. ^ Jogos do Campeonato Paranaense, Campeonato Goiano, Campeonato Gaúcho e Campeonato Paulista

## Títulos
Goiás
- Campeonato Goiano: 2016 e 2017

Atlético-MG
- Campeonato Mineiro: 2023 e 2024

Santos
- Campeonato Brasileiro - Série B: 2024